# Linsburg
Linsburg là một đô thị ở huyện Nienburg, trong bang Niedersachsen, nước Đức. Đô thị Linsburg có diện tích 23,5 km².